# Petra Zakouřilová
Petra Zakouřilová (Liberec, 5 september 1978) is een Tsjechisch voormalig alpineskiester. Ze nam driemaal deel aan de Olympische Winterspelen, maar behaalde geen medaille.

## Carrière
Zakouřilová maakte haar wereldbekerdebuut in februari 2001 tijdens de slalom in  Garmisch-Partenkirchen. Ze stond nooit op het podium van een wereldbekerwedstrijd.
Op de Olympische Winterspelen 2002 eindigde Zakouřilová op de 16e plaats op de combinatie en de 27e plaats op de reuzenslalom. Vier jaar later, in Turijn, was ze opnieuw van de partij op de Olympische Spelen. Als beste resultaat liet ze een 24e plaats in de combinatie optekenen. Op de Olympische Winterspelen 2010 in Vancouver nam ze deel aan de slalom en de reuzenslalom, maar in geen van beide wedstrijden haalde ze de finish.

## Resultaten

### Titels
- Tsjechisch kampioen slalom – 1997, 2001, 2006
- Tsjechisch kampioen reuzenslalom – 2006, 2008
- Tsjechisch kampioen super G – 1996

### Wereldkampioenschappen
| Jaar | Plaats                 | Resultaten                  |
| ---- | ---------------------- | --------------------------- |
| 2001 | Sankt Anton am Arlberg | 17e Slalom 30e Reuzenslalom |
| 2003 | Sankt Moritz           | 17e Slalom 34e Reuzenslalom |
| 2005 | Bormio                 | 20e Slalom 37e Reuzenslalom |
| 2007 | Åre                    | 28e Slalom 40e Reuzenslalom |

### Olympische Spelen
| Jaar | Plaats         | Resultaten                                  |
| ---- | -------------- | ------------------------------------------- |
| 2002 | Salt Lake City | 16e Combinatie 27e Reuzenslalom DNF2 Slalom |
| 2006 | Turijn         | 24e Combinatie 27e Reuzenslalom DNF1 Slalom |
| 2010 | Vancouver      | DNF1 Slalom DNF1 Reuzenslalom               |

### Wereldbeker

#### Eindklasseringen
| Seizoen   | Algm | SL  |
| --------- | ---- | --- |
| 2001/2002 | 117e | 54e |
| 2002/2003 | 100e | 46e |
| 2003/2004 | 90e  | 39e |
| 2004/2005 | 96e  | 42e |
| 2006/2007 | 125e | 56e |